# Европейская патентная конвенция

Государства, подписавшие ЕПК до 2010 года, окрашены в зелёный цвет, государства, подписавшие ЕПК в 2010 году, окрашены в салатовый цвет.

Конвенция о выдаче европейских патентов (англ. Convention on the Grant of European Patents), также известная как Европейская патентная конвенция (ЕПК) (англ. European Patent Convention (EPC)), — межгосударственное соглашение, включающее ряд обобщённых положений и правил, контролирующих выдачу патентов на различного рода изобретения. ЕПК была подписана в Мюнхене в 1973 году. ЕПК вступила в силу 1 октября 1977 г. после того, как её ратифицировали шесть государств.

## Цель ЕПК
Конвенцией была учреждена Европейская патентная организация (ЕПО), которая обладает административной и финансовой автономией для осуществления процедуры выдачи европейского патента. Государства — участники Конвенции в лице Правительств руководствуясь желанием укрепить сотрудничество в области охраны изобретений между государствами Европы и стремясь обеспечить предоставление такой охраны в договаривающихся государствах с помощью единой процедуры выдачи патентов, и создания определенных стандартных правил, регулирующих выданные патенты заключили с этой целью Конвенцию.

## Общие положения
В соответствии с ЕПК функционирование патентной системы обеспечивается Европейская патентная организация (ЕПО), органами которой являются Европейское патентное ведомство (ЕПВ) и контролирующий его работу Административный совет.

### Штаб-квартира
Штаб-квартира ЕПО расположена в Мюнхене, но организация имеет еще Агентство в Гааге. Это Агентство является прежним Международным Патентным Институтом, поглощенным Организацией во время её создания в соответствии с Протоколом о централизации, который был прибавлен к ЕПК.

### Языки конвенции
ЕПК была составлена на английском, французском и немецком языках в единственном экземпляре и была сдана на хранение в архив правительства Федеративной Республики Германия. При этом считается что все три текста равно аутентичны.

### Денонсация Конвенции
Любое Государство-участник может в любое время денонсировать настоящую Конвенцию. Уведомление о денонсации направляется правительству Федеративной Республики Германия. Денонсация вступает в силу через год после подачи такого уведомления.

## Принятие поправок к ЕПК
ЕПК существует сегодня в редакции 1973 года, включающая правки от 1991 года и 2000 года. Впервые принятие поправок к ЕПК было осуществлено на Конференция в 1991 году. На данной Конференции обсуждалось возможность изменения всего одной статьи, статьи 63, которая касается срока действия европейского патента. Измененный текст этой статьи вступил в силу 4 июля в 1997 года. Вторая Конференция, по внесению правок в ЕПК, состоялась 20 — 29 ноября в 2000 году, в Мюнхене. В итоге, много статей претерпели изменений, преимущественно в направлении упрощения редакции и перенесения всех процедурных вопросов к Исполнительной Инструкции. Просмотреть текст ЕПК можно на сайте Европейского патентного ведомства (англ.).

## Члены ЕПК
В настоящий момент ЕПК объединяет 38 стран-участниц.
Албания, Австрия, Бельгия, Болгария, Швейцария, Кипр, Чехия, Германия, Дания, Эстония, Испания, Финляндия, Франция, Великобритания, Греция, Венгрия, Хорватия, Ирландия, Исландия, Италия, Лихтенштейн, Люксембург, Литва, Латвия (с 1 июля 2005), Монако, Македония, Мальта, Голландия, Норвегия, Польша, Португалия, Румыния, Сербия, Швеция, Словения, Словакия, Сан-Марино, Турция.
Страны расширения: Босния и Герцеговина, Черногория.

## Статистика
Со времени начала работы ЕПВ осуществило публикацию сверх миллиона заявок на патенты. В последние годы поступления заявок достигают 160 000 на год. Количество работающих в ЕПВ составляет 6000 лиц. Количество единиц патентной документации достигли 32 000 000.